# Імсбах
Імсбах (нім. Imsbach) — громада в Німеччині, розташована в землі Рейнланд-Пфальц. Входить до складу району Доннерсберг. Складова частина об'єднання громад Віннвайлер.
Площа — 8,89 км2. Населення становить 867 ос. (станом на 31 грудня 2020).

## Галерея

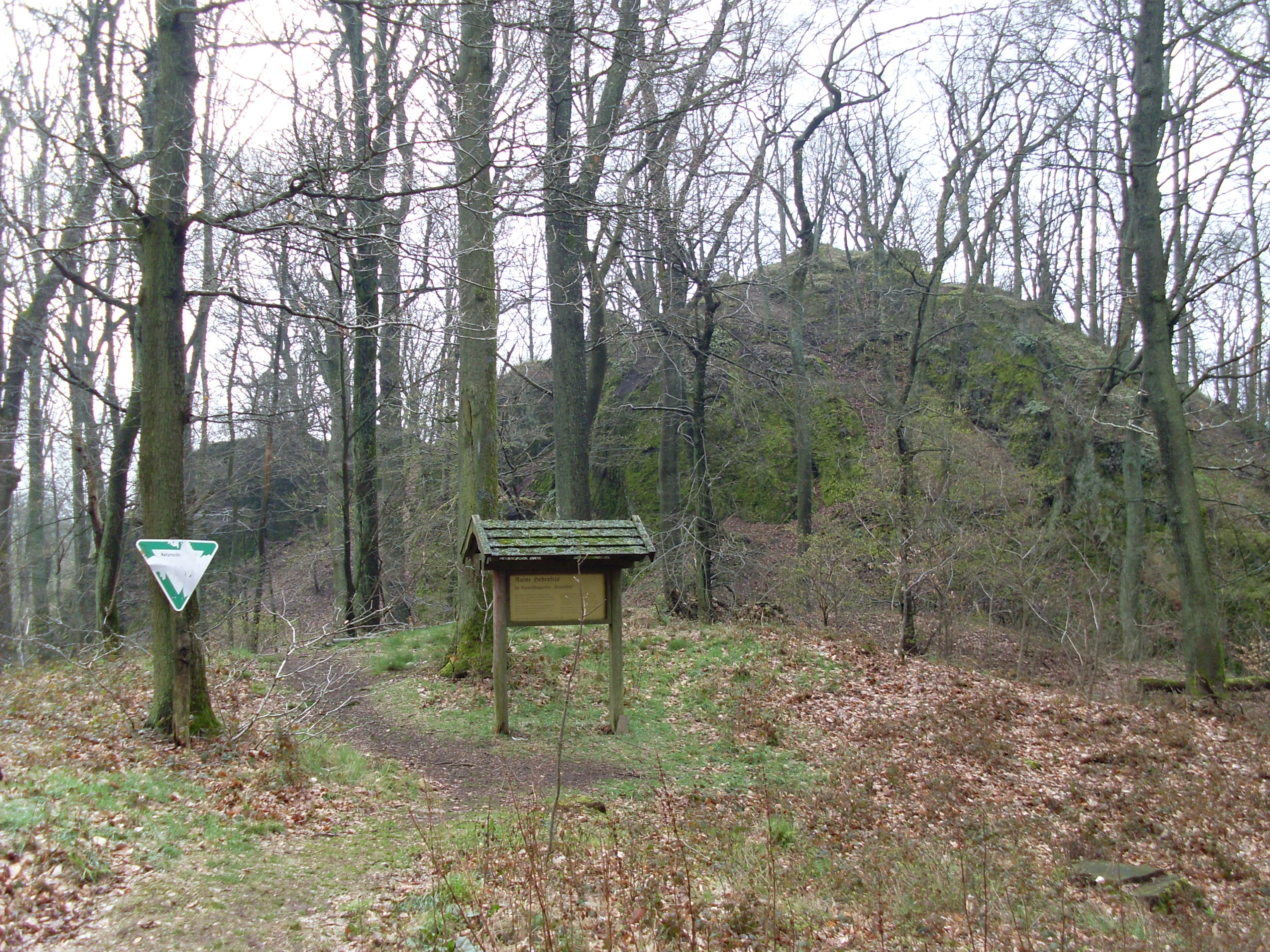
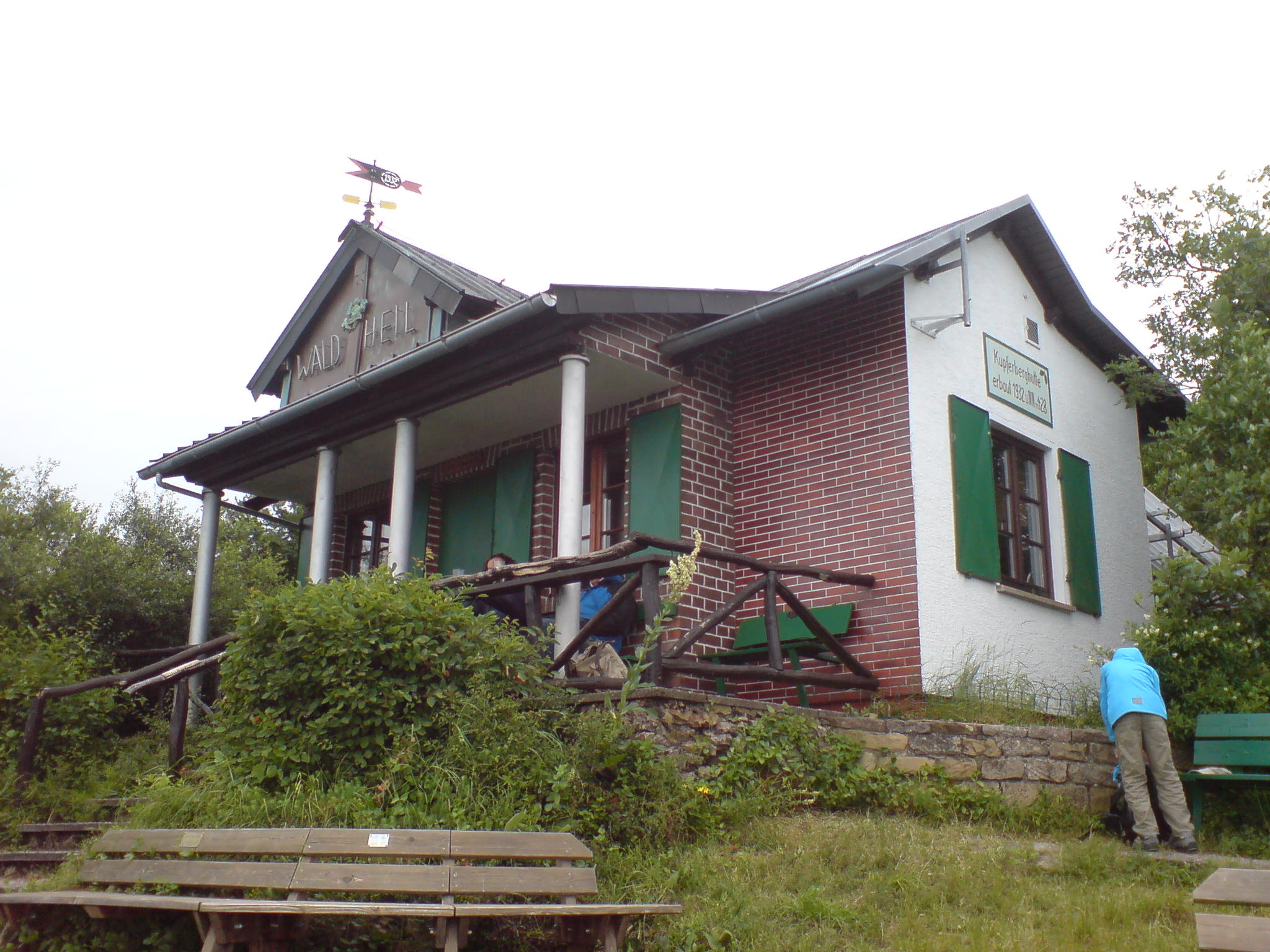